# Солинка (озеро)
Солинка — озеро у Волинській області. Розташоване на відстані 2,16 км до села Кримне (Старовижівський район). .

## Короткий опис
Озеро Солинка має грушеподібну форму. Площа водного дзеркала - 11,15 га. Максимальна глибина - 3.8 м. Берегова лінія малопорізана. Об’єм  води - 401 тис м3.
Озеро розташовано в лісі. 

## Господарське значення
Основні об'єкти аквакультури: карась сріблястий, плітка, краснопірка, окунь, щука, лин, сазан, лящ.
Перспективи використання озера - любительське рибальство. 
Озеро Солинка - бажане місце для відпочинку, туристичних походів. 

## Охорона озера
Група депутатів Старовижівської районної ради звернулася до представників влади щодо незаконного захоплення колишніми орендарями озера Солинка, прибережної смуги та встановлення на ній капітальних споруд та об'єктів без правовстановлюючих документів. Внаслідок чого біля озера з’явилася артезіанська свердловина, будинок відпочинку, альтанки, пірс, господарська споруда - вагончик. Окрім того, озеро обнесли капітальною спорудою - парканом на фундаментній основі. Одночасно з цим обмежено доступ громадян, мешканців села Кримне (Старовижівський район), до вказаного водного об’єкту. 

## Галерея - мої улюблені світлини

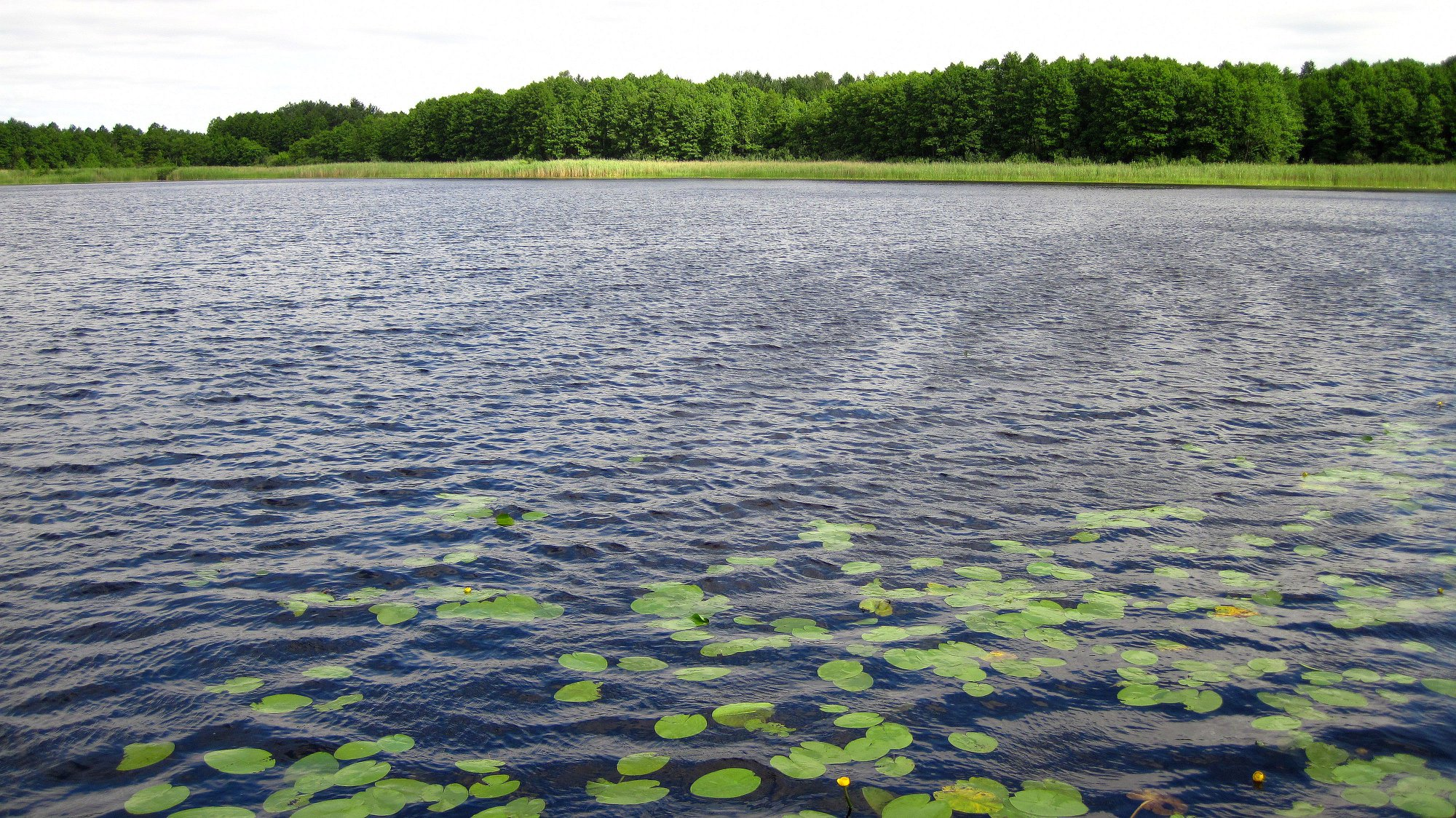
Озеро Солинка. Акваторія
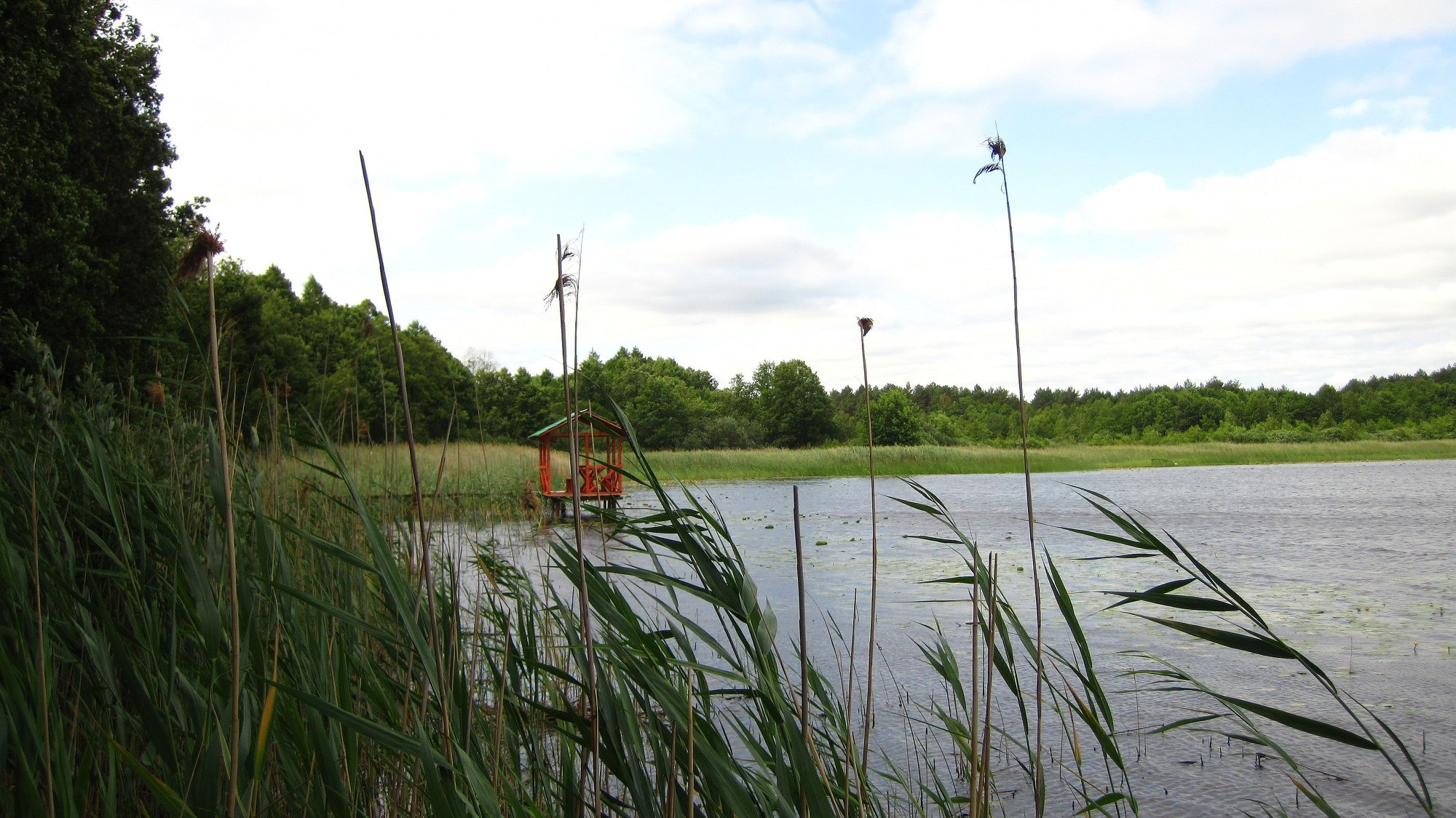
Озеро Солинка